# Jean-Noël Bezançon
Pour les articles homonymes, voir Bezançon.
Jean-Noël Bezançon, né le 27 décembre 1936 à Paris et mort le 18 mai 2014 à Paris, est un prêtre catholique français.

## Biographie
Il a été aumônier de lycée, curé de Notre-Dame d'Auteuil et de Saint Jacques-du-Haut-Pas à Paris, enfin curé de Saint-Nicolas et de Sainte-Marie-aux-Fleurs à Saint-Maur-des-Fossés dans le Val-de-Marne.  Il a enseigné pendant dix ans au séminaire Saint-Sulpice à Issy-les-Moulineaux et, pendant vingt ans, à la faculté de théologie de l'Institut catholique de Paris, notamment comme directeur de l'Institut supérieur de pastorale catéchétique (ISPC).

## Ouvrages
- Dieu sauve, Desclée de Brouwer, 1985.
- Pour dire le Credo (avec Philippe Ferlay et Jean-Marie Onfray), Cerf, 1987.
- Jésus le Christ, Desclée de Brouwer,  1989.
- Dieu n’est pas bizarre, Bayard, 1996.
- Dieu n’est pas solitaire Desclée de Brouwer, 2000.

prix de littérature religieuse 2000
- Jésus prend la porte (avec Isabelle Parmentier, dessins de Piem), Cerf, 2001.
- Un chemin pour aller ensemble au cœur de la foi, Desclée de Brouwer, 2006.
- Jésus et son Dieu, une catéchèse pour tous, Desclée de Brouwer,2008
- La Messe de tout le monde, sans secret, ni sacré, ni ségrégation, Cerf, 2009.
- On a planté grand-père : semailles d'Évangile en bord de Marne, Desclée de Brouwer, 2011.
- Dieu ne sait pas compter, Presses de la renaissance, 2011
- Vatican II, Dieu merci ! : l'homme et le monde sous le regard du Christ, Bayard, 2012.

## Article
- Encyclopædia Universalis, Liturgie catholique de l’eucharistie.